# Remparts de Pékin

Plan des différentes fortifications de Pékin

Les remparts de Pékin sont une série de fortifications construites entre 1436 et 1553. 
Depuis 1911, les fortifications de la ville ont été en grande partie démolies, même s'il reste des éléments importants comme Zhengyangmen ou Tian'anmen.